# Arif Pašalić
Arif Pašalić (31. kolovoza 1943. – 26. travnja 1998.), bošnjački general, pripadnik Armije RBiH i Vojske Federacije BiH. U vrijeme rata u Bosni i Hercegovini bio je zapovjednik Četvrtog korpusa Armije RBiH.

## Mladost i služba u JNA
Pašalić je rođen u Janjićima kod Zenice u obitelji Rasima i Dulbe. Visoku školu je završio 1967. Nakon završene dvogodišnje dočasničke škole odlazi u Zadar na vojnu akademiju. Školu za časnički kadar završio je 1979. u Beogradu. Nakon kratke službe u Zagrebu premješten je u Bihać gdje je bio zapovjednik baterije 200. divizije gdje napreduje do čina bojnika i dobiva službu operativno-sastavnog časnika zrakoplovne baze u Bihaću. Poslije toga premješten je u 171. zrakoplovnu bazu u Mostaru gdje je imenovan potpukovnikom i zapovjednikom. U Beogradu je završio stožernu akademiju. U JNA se nalazio u kategoriji obrazovanijih časnika jer je završio i školu Narodne obrane. Službovao je u mnogim mjestima u Jugoslaviji, Nišu, Vranju, Skoplju, Zagrebu i mnogim mjestima u Bosni i Hercegovini.

## Rat u Bosni i Hercegovini
Rat u Bosni i Hercegovini ga je zatekao u službi u Mostaru. Sudjelovao je u razaranju grada, no ubrzo ga je uhitio zapovjednik mostarske brigade Teritorijalne obrane Bosne i Hercegovine. Nakon uhićenja je ubrzo pušten i odlazi u Rajlovac kod Sarajeva, a obitelj mu ostaje u Mostaru. U svibnju 1992. pridružio se Teritorijalnoj obrani te preko područja pod kontrolom srpskih snaga prelazi u Mostar gdje se pridružuje Armiji RBiH. U Mostaru je do listopada 1993. bio zapovjednik Četvrtog korpusa Armije RBiH. Poslije toga odlazi u ministarstvo obrane i dobiva službu glavnog inspektora.
U vrijeme Bošnjačko-hrvatskog sukoba u Mostaru kada je HVO izvodio žestoke napade na istočni Mostar pod kontrolom Armije RBiH, Pašalić je uspostavio suradnju s Vojskom Republike Srpske i Ratkom Mladićem. Po narudžbi Armije RBiH VRS je ispaljivala granate na hrvatske položaje.
Pašalić je poginuo u prometnoj nesreći 26. travnja 1998. na magistralnom putu M-17 Mostar – Sarajevo, u mjestu Donja Drežnica.